# 茨城県道274号牛久赤塚線

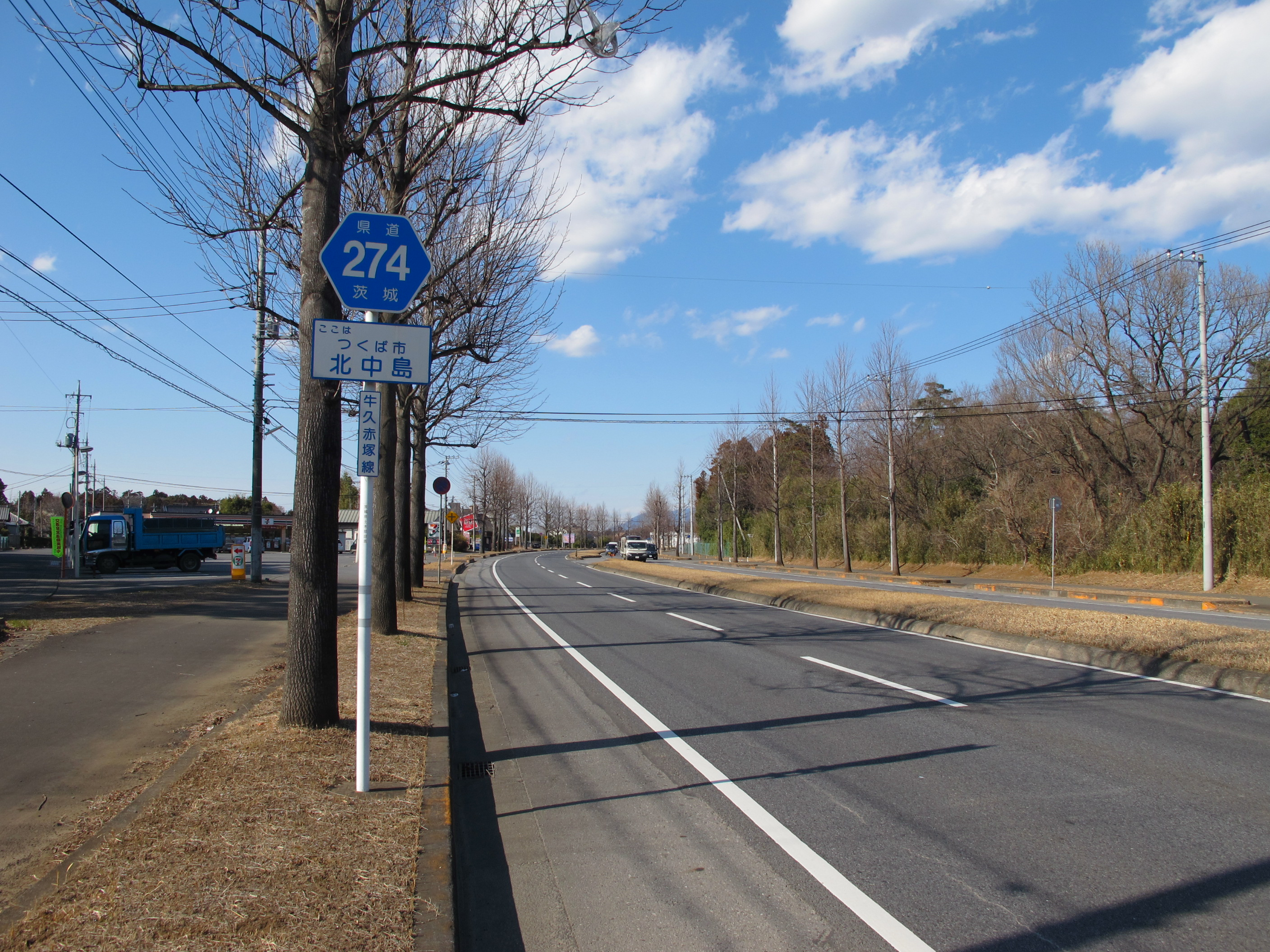
茨城県道274号牛久赤塚線
つくば市北中島（2014年3月）

茨城県道274号牛久赤塚線（いばらきけんどう274ごううしくあかつかせん）は、茨城県牛久市からつくば市に至る一般県道である。

## 概要
本路線は、牛久市ひたち野からつくば市赤塚の国道354号交点まで南北につなぐ主要幹線道路で、都市計画道路である「学園西大通り」の南側の一部区間が県道指定されたものである。元々、旧国鉄・万博中央駅（現・ひたち野うしく駅）と付近を通る国道6号を玄関口に、筑波研究学園都市方面へ幅員30m、4車線のアクセス道路のとして計画された都市計画道路の一部で
、1985年の国際科学技術博覧会（科学万博-つくば '85、Tsukuba Expo '85）の開催に合わせ開通している。

### 路線データ
- 起点：茨城県牛久市ひたち野東（茨城県道25号土浦稲敷線交点）
- 終点：茨城県つくば市赤塚635-3番地先（国道354号交点＝稲荷前交差点）[2]
- 総延長：5.724 km[3]
- 重用延長：0.010 km[3]
- 未供用延長：なし[3]
- 実延長：5.714 km[3]
- 自動車交通不能区間延長[注釈 1]：なし[3]
- 都市計画道路名：
  - 研究学園都市計画道路 3・2・3号 学園西大通り線の一部[4]
  - 竜ケ崎・牛久都市計画道路 3・2・39号 学園西大通り線[4]

## 歴史
1985年に科学万博を開催するに際し、当時は鉄道輸送・道路とも交通インフラが十分整っておらず「陸の孤島」と揶揄され開発途上の筑波研究学園都市にあった万博会場まで、既存鉄道路線からの人員輸送路の確保について、主催する財団法人国際科学技術博覧会や茨城県土木部などから一部不安視されていた。このことから、常磐線に臨時駅（万博中央駅）を設けて、駅から人員輸送するための交通インフラを整備することを目的に、主要地方道土浦野田線（現・国道354号）以北にあった都市計画道路学園西大通り線を、国道6号まで更に道路を延伸計画し、1984年（昭和59年）に茨城県の県道として認定を受けた。科学万博開催直前の1985年（昭和60年）2月28日に全線開通。科学万博会場と万博中央駅を結ぶ連接バス「スーパーシャトル」の運行路線として完成し、万博開催期間中におけるこの路線は、中央線側の車線がシャトルバス専用車線（レーン）に、国道6号 - 万博中央駅間は、一般車両進入禁止の交通規制が設けられた。科学万博終了後は、万博中央駅も解体撤去されて一時閑散とした道路にあったが、万博中央駅跡地にひたち野うしく駅を開設以後は沿線開発が進み、国道6号牛久方面と筑波研究学園都市を結ぶ重要な幹線道路のひとつとなっている。

### 年表
- 1981年（昭和56年）7月13日：稲敷郡牛久町大字下根 - 筑波郡谷田部町大字赤塚間の「都市計画道路 学園西大通り線」の都市計画決定[4]。
- 1981年（昭和56年）12月24日：稲敷郡牛久町大字下根 - 筑波郡谷田部町大字稲岡の茨城県施工区間を都市計画事業化[6]。
- 1984年（昭和59年）12月27日：県道牛久赤塚線（整理番号413）として路線認定される[7]。
- 1985年（昭和60年）2月1日：稲敷郡牛久町大字中根（国道6号交点） - 筑波郡谷田部町大字赤塚（国道354号交点）の区間（延長5.69475km）を道路区域に指定[2]。
- 1985年（昭和60年）2月28日：稲敷郡牛久町大字中根（国道6号）から筑波郡谷田部町大字赤塚までの区間（延長5.695km）が供用開始される[5][8]。
- 1985年（昭和60年）3月17日：つくば科学万博開催（- 9月16日まで）。
- 1995年（平成7年）3月30日：整理番号413から現在の番号（整理番号274）に変更される[9]。
- 2001年（平成13年）3月1日：牛久市中根町 - つくば市大字赤塚の全区間が、通行する車両の最大重量限度25トンの道路に指定される[10]。
- 2004年（平成16年）3月22日：つくば市稲岡 - 同市赤塚の区間が、通行する車両の高さの最高限度4.1mの道路に指定される[11]。

## 通称
- 学園西大通り
牛久市ひたち野から筑波研究学園都市を南北に結ぶ都市計画道路の通称で、本県道の全線が「学園西大通り」の一部を構成する。

## 地理

### 通過する自治体
- 茨城県
  - 牛久市 - つくば市

### 交差する道路
- 国道6号（牛久市ひたち野西）
- 国道6号牛久土浦バイパス（つくば市稲岡）
- 茨城県道273号館野荒川沖停車場線（つくば市稲岡）

### 沿線
- JRひたち野うしく駅（牛久市ひたち野東1丁目）
- 茨城県立牛久栄進高等学校（牛久市東猯穴町）
- 三菱ケミカル筑波事業所（牛久市東猯穴町）
- イオンモールつくば（つくば市稲岡）